# 2020年中華民国総統選挙
2020年中華民国総統選挙（2020ねんちゅうかみんこくそうとうせんきょ、繁: 2020年中華民國總統選舉、正式名称: 第15任總統副總統選舉）は、2020年（民国109年）1月11日に中華民国（台湾）で行われた、総統、副総統（第15期）を選出する選挙である。また、選挙原則（普通、平等、直接、秘密選挙）が採用されてから7回目の選挙である。2020年中華民国立法委員選挙も同時に行われ、2016年総統選挙と同様のダブル選挙となった。

## 概要
一国二制度による統一を拒否する立場を打ち出している現職で民主進歩党の蔡英文が再選を果たした。対する中国国民党の韓国瑜は香港で起きた民主化デモの影響で支持が低迷し、親中派のイメージが裏目となった。親民党の宋楚瑜は二大政党の争いに埋没し支持を伸ばすことができなかった。

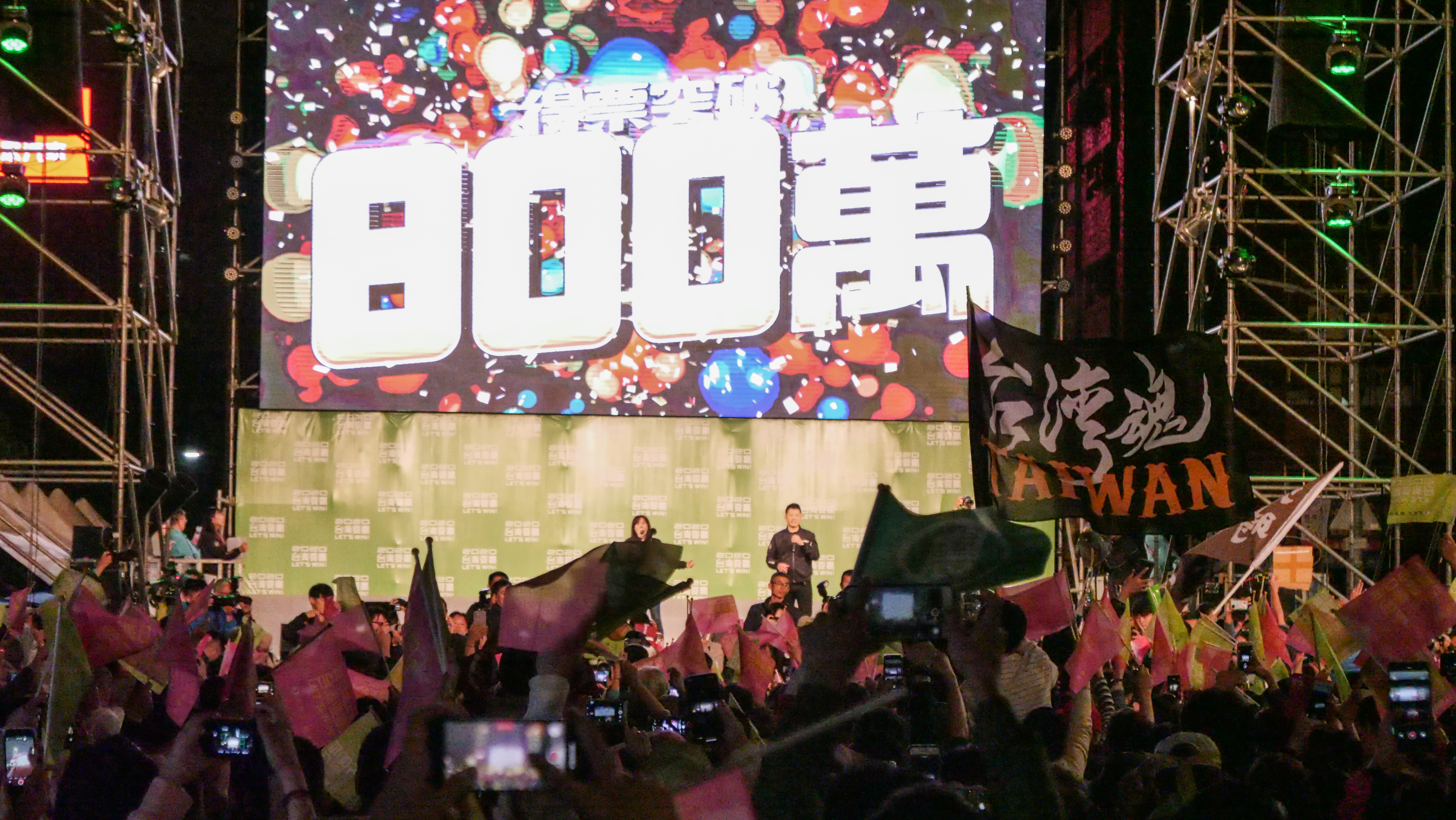
800万票突破の瞬間

蔡英文の得票数は2008年総統選の馬英九の766万票を超える817万票で、1996年の直接選挙開始以来過去最多となり、この記録は「蔡英文の壁（蔡英文障礙）」と呼ばれるようになった。
2000年総統選で投票率82.69%と最高になって以来、投票率は毎回下がり続けており、2016年総統選では過去最低の66.27%になっていたが、今回の投票率は74.90%と前回から8.63%上昇し、2008年総統選以来の高投票率となった。
当選した蔡英文・頼清徳は、5月20日に行われた就任式典で就任宣誓した。

## 選挙制度
総統候補は副総統候補とペアで出馬し、比較多数の候補ペアを当選者とする。中華民国憲法の規定により、任期は4年、再選は1度。
選挙権は、自由地区（台湾地区）に6ヶ月以上在住する20歳以上の中華民国国民に与えられ、在外住民も選挙権を有する。
被選挙権は、自由地区に6か月以上在住し、中華民国国民として15年以上経過した40歳以上が被選挙人として登録できる。ただし、中華民国国籍を回復、帰化した者、大陸地区（中華人民共和国や香港、マカオ）から移住してきた国民は被選挙人として登録できない。
立候補にあたって政党（直近の国政選挙で5％以上の得票）からの推薦を得るか、複数の政党による推薦（推薦政党の直近国政選挙の得票数合計が5%以上）が必要である。
無所属で立候補する場合は被署名推薦と呼ばれ、前回総統選挙の有権者の1.5％の署名を中央選挙委員会に提出する必要があり、署名の結果をもって、立候補資格を得ることが可能となる。

## 候補者
| 1                                      | 1               | 2          | 2                 | 3             | 3                     |
| -------------------------------------- | --------------- | ---------- | ----------------- | ------------- | --------------------- |
| 親民党                                 | 親民党          | 中国国民党 | 中国国民党        | 民主進歩党    | 民主進歩党            |
| 総統候補                               | 副総統候補      | 総統候補   | 副総統候補        | 総統候補      | 副総統候補            |
| 宋楚瑜                                 | 余湘 （無所属） | 韓国瑜     | 張善政 （無所属） | 蔡英文        | 頼清徳                |
| [[File:宋楚瑜主席2016.jpg\|100x100px]] |                 |            |                   |               |                       |
| 元台湾省長                             | 元連広董事長    | 高雄市長   | 元行政院長        | 総統 元党主席 | 元行政院長 元台南市長 |

### 民主進歩党
2019年3月14日告示の民進党総統選予備選挙には現職の蔡英文と前行政院長の頼清徳の2人が立候補登録した。6月13日の開票の結果、蔡英文が35.7%の得票で頼清徳（27.5%）を約8.2%差で下し、6月19日、蔡が正式に民進党総統候補に登録された。
11月17日、蔡英文は予備選挙で争った頼清徳を副総統候補とすることを発表した。

### 中国国民党
2019年3月22日告示の国民党総統選予備選挙には5人が立候補登録した。7月15日の開票の結果、韓国瑜が44.8%の得票で、郭台銘（22.7%）、朱立倫（17.9%）、周錫瑋（6.0%）、張亜中（3.5%）を下し、7月28日、韓が正式に国民党総統候補に登録された。
11月11日、韓国瑜は元行政院長で無所属の張善政を副総統候補とすることを発表した。

### 親民党
2019年11月13日、親民党は総統候補指名などを議論する決定会議および全国委員会を開催した。親民党主席の宋楚瑜は会議後に記者会見を開き、無所属で連広グループ社長の余湘を副総統候補として、自身4度目となる総統選への立候補を表明した。

## 選挙結果

### 全国集計

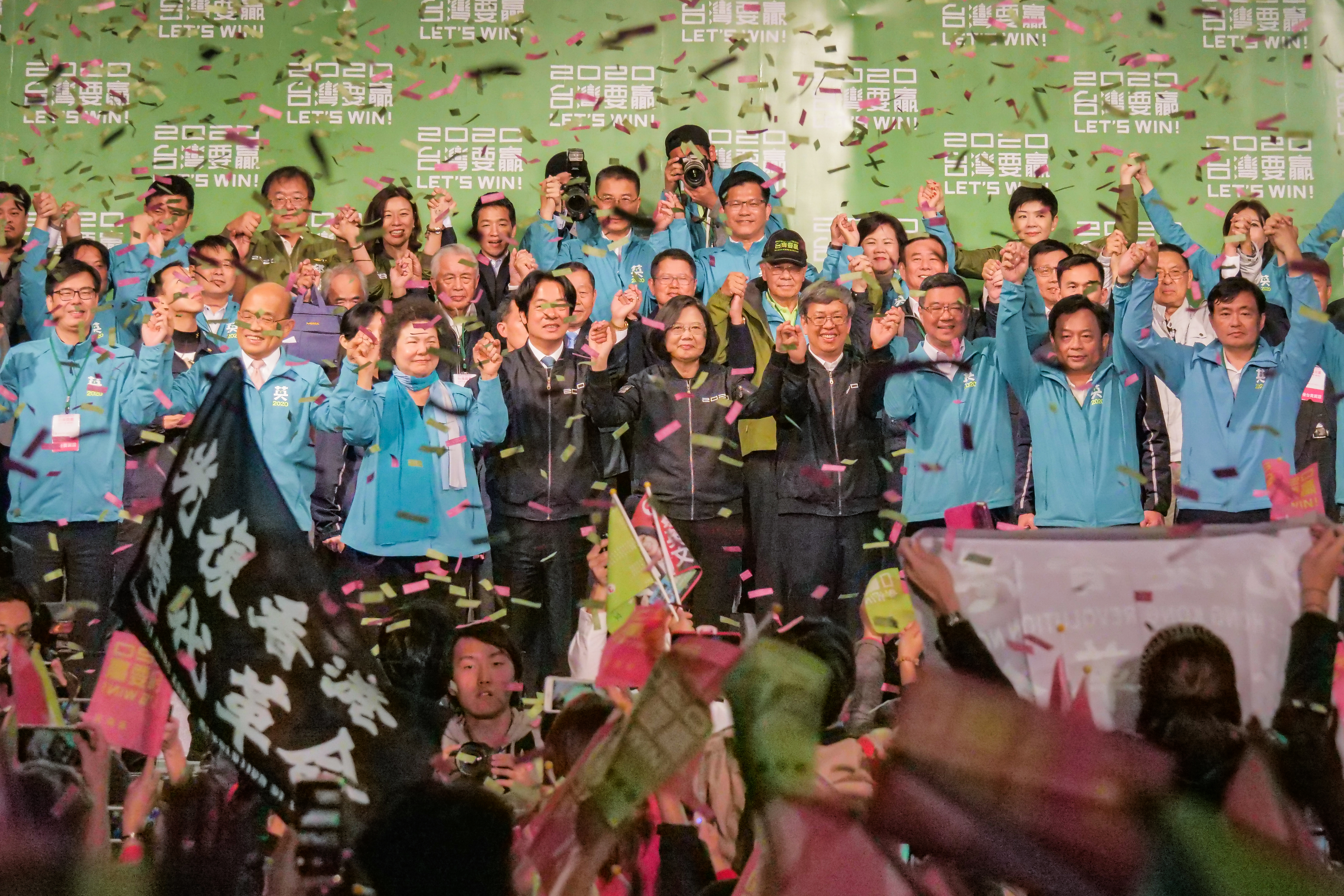
当選した蔡英文と頼清徳

| 県市別投票結果 |

| 郷鎮市区別投票結果 |

| 候補者                                          | 候補者             | 候補者             | 所属政党           | 得票数     | 得票率 | 得票率                                                               |
| 総統                                            | 総統               | 副総統             | 所属政党           | 得票数     | 得票率 | 得票率                                                               |
| ----------------------------------------------- | ------------------ | ------------------ | ------------------ | ---------- | ------ | -------------------------------------------------------------------- |
|                                                 | 蔡英文             | 頼清徳             | 民主進歩党         | 8,170,231  | 57.13% | 蔡英文・頼清徳 (57.13%) 韓国瑜・張善政 (38.61%) 宋楚瑜・余湘 (4.26%) |
|                                                 | 韓国瑜             | 張善政             | 中国国民党         | 5,522,119  | 38.61% | 蔡英文・頼清徳 (57.13%) 韓国瑜・張善政 (38.61%) 宋楚瑜・余湘 (4.26%) |
|                                                 | 宋楚瑜             | 余湘               | 親民党             | 608,590    | 4.26%  | 蔡英文・頼清徳 (57.13%) 韓国瑜・張善政 (38.61%) 宋楚瑜・余湘 (4.26%) |
| 有効票数（有効率）                              | 有効票数（有効率） | 有効票数（有効率） | 有効票数（有効率） | 14,300,940 | 98.87% | 蔡英文・頼清徳 (57.13%) 韓国瑜・張善政 (38.61%) 宋楚瑜・余湘 (4.26%) |
| 無効票数（無効率）                              | 無効票数（無効率） | 無効票数（無効率） | 無効票数（無効率） | 163,631    | 1.13%  | 蔡英文・頼清徳 (57.13%) 韓国瑜・張善政 (38.61%) 宋楚瑜・余湘 (4.26%) |
| 投票者数（投票率）                              | 投票者数（投票率） | 投票者数（投票率） | 投票者数（投票率） | 14,464,571 | 74.90% | 蔡英文・頼清徳 (57.13%) 韓国瑜・張善政 (38.61%) 宋楚瑜・余湘 (4.26%) |
| 棄権者数（棄権率）                              | 棄権者数（棄権率） | 棄権者数（棄権率） | 棄権者数（棄権率） | 4,846,534  | 25.10% | 蔡英文・頼清徳 (57.13%) 韓国瑜・張善政 (38.61%) 宋楚瑜・余湘 (4.26%) |
| 有権者数                                        | 有権者数           | 有権者数           | 有権者数           | 19,311,105 | 100.0% | 蔡英文・頼清徳 (57.13%) 韓国瑜・張善政 (38.61%) 宋楚瑜・余湘 (4.26%) |
| 出典：中央選挙委員会 選挙資料庫（繁体字中国語） |                    |                    |                    |            |        |                                                                      |

民主進歩党の蔡英文が中国国民党の韓国瑜、親民党の宋楚瑜を大差で破り再選を果たした。蔡英文の得票率は57.13%で、前回より約1%増やした。この得票率は、現在に至るまでの民進党の最高記録となっている。韓国瑜は38.61%で、前回より得票率を増やしたものの追いつけなかった。親民党の宋楚瑜は埋没し、前回より得票率を大きく減らし4.26%となった。

### 県市別
| 県市                                            | 有権者数  | 宋楚瑜、余湘 | 宋楚瑜、余湘 | 韓国瑜、張善政 | 韓国瑜、張善政 | 蔡英文、頼清徳 | 蔡英文、頼清徳 | 無効票 | 投票率 | 次点との得票差 |
| 県市                                            | 有権者数  | 得票数       | 得票率       | 得票数         | 得票率         | 得票数         | 得票率         | 無効票 | 投票率 | 次点との得票差 |
| ----------------------------------------------- | --------- | ------------ | ------------ | -------------- | -------------- | -------------- | -------------- | ------ | ------ | -------------- |
| 台北市                                          | 2,167,264 | 70,769       | 4.34%        | 685,830        | 42.01%         | 875,854        | 53.65%         | 21,381 | 76.31% | 190,024        |
| 新北市                                          | 3,321,459 | 112,620      | 4.57%        | 959,631        | 38.91%         | 1,393,936      | 56.52%         | 28,041 | 75.09% | 434,305        |
| 基隆市                                          | 311,801   | 11,878       | 5.25%        | 99,360         | 43.92%         | 114,966        | 50.82%         | 2,458  | 73.34% | 15,606         |
| 宜蘭県                                          | 375,608   | 10,739       | 3.91%        | 90,010         | 32.80%         | 173,657        | 63.28%         | 3,029  | 73.86% | 83,647         |
| 桃園市                                          | 1,780,755 | 63,132       | 4.82%        | 529,749        | 40.40%         | 718,260        | 54.78%         | 14,066 | 74.42% | 188,511        |
| 新竹県                                          | 438,049   | 18,435       | 5.67%        | 154,224        | 47.45%         | 152,380        | 46.88%         | 3,970  | 75.11% | -1,844         |
| 新竹市                                          | 345,345   | 14,103       | 5.40%        | 102,725        | 39.34%         | 144,274        | 55.26%         | 3,423  | 76.60% | 41,549         |
| 苗栗県                                          | 447,422   | 15,222       | 4.66%        | 164,345        | 50.32%         | 147,034        | 45.02%         | 3,578  | 73.80% | -17,311        |
| 台中市                                          | 2,251,064 | 84,800       | 4.99%        | 646,366        | 38.06%         | 967,304        | 56.95%         | 20,550 | 76.36% | 320,938        |
| 彰化県                                          | 1,035,507 | 35,060       | 4.59%        | 291,835        | 38.24%         | 436,336        | 57.17%         | 10,277 | 74.70% | 144,501        |
| 南投県                                          | 413,485   | 13,315       | 4.45%        | 133,791        | 44.72%         | 152,046        | 50.83%         | 3,555  | 73.21% | 18,255         |
| 雲林県                                          | 565,269   | 15,331       | 3.83%        | 138,341        | 34.60%         | 246,116        | 61.56%         | 5,203  | 71.65% | 107,775        |
| 嘉義県                                          | 428,640   | 11,138       | 3.62%        | 98,810         | 32.16%         | 197,342        | 64.22%         | 3,748  | 72.56% | 98,532         |
| 嘉義市                                          | 215,055   | 6,204        | 3.84%        | 56,269         | 34.79%         | 99,265         | 61.37%         | 1,664  | 75.98% | 42,996         |
| 台南市                                          | 1,556,845 | 41,075       | 3.52%        | 339,702        | 29.10%         | 786,471        | 67.38%         | 12,341 | 75.77% | 446,769        |
| 高雄市                                          | 2,299,558 | 55,309       | 3.14%        | 610,896        | 34.63%         | 1,097,621      | 62.23%         | 17,006 | 77.44% | 486,725        |
| 屏東県                                          | 688,793   | 14,021       | 2.74%        | 179,353        | 35.10%         | 317,676        | 62.16%         | 4,992  | 74.92% | 138,323        |
| 台東県                                          | 179,536   | 4,163        | 3.60%        | 67,413         | 58.28%         | 44,092         | 38.12%         | 1,119  | 65.05% | -23,321        |
| 花蓮県                                          | 269,558   | 6,869        | 3.71%        | 111,834        | 60.38%         | 66,509         | 35.91%         | 2,081  | 69.48% | -45,325        |
| 澎湖県                                          | 88,432    | 2,583        | 5.07%        | 20,911         | 41.08%         | 27,410         | 53.85%         | 644    | 58.29% | 6,499          |
| 金門県                                          | 120,721   | 1,636        | 3.41%        | 35,948         | 74.83%         | 10,456         | 21.77%         | 423    | 40.14% | -25,492        |
| 連江県                                          | 10,939    | 188          | 3.04%        | 4,776          | 77.16%         | 1,226          | 19.81%         | 82     | 57.34% | -3,550         |
| 出典：中央選挙委員会 選挙資料庫（繁体字中国語） |           |              |              |                |                |                |                |        |        |                |

今回の選挙でも、前回の選挙と同様に国民党の支持基盤での地殻変動が固められる結果となった。
民主進歩党の蔡英文は、全22県市中16県市で韓国瑜をリードする圧勝を果たした。前回と同様に地盤である7県市で得票率60%以上を獲得、台湾のスイング・ステートである彰化県、台中市だけでなく、新北市、新竹市でも55%以上を記録した。また台北市、基隆市、桃園市、南投県、澎湖県でも50%以上を獲得した。高雄市では100万票を超え、新北市以外で唯一100万票を突破した。
中国国民党の韓国瑜は、地盤である6県でリードを保持したが、人口の少ないその地盤のみでのリードに留まり、それ以外に支持を広げることができなかった。また、その6県以外の全ての県市で45%以下となる惨敗であった。
親民党の宋楚瑜は、二大政党の争いに埋没し5%以下の得票率に留まった。第三勢力が最も強い新竹県では6%近くまで迫ったが、最も弱い屏東県では3%を下回った。